# Enteropsis fusiformis
Enteropsis fusiformis is een eenoogkreeftjessoort uit de familie van de Enteropsidae. De wetenschappelijke naam van de soort is voor het eerst geldig gepubliceerd in 2009 door Ooishi.